# Улица Мирза Шафи
Улица Мирза Шафи (груз. მირზა შაფის ქუჩა) — улица в Тбилиси, в районе Абанотубани, от улицы Иосифа Гришашвили.

## История
Названа в честь великого азербайджанского просветителя Мирзы Шафи Вазеха (?—1852).
В 2009 году жители улицы были выселены, старая застройка снесена под реконструкцию района, при этом был разрушен Дом-музей Наримана Нариманова, однако правительства Грузии и Азербайджана достигли соглашения о воссоздании музея и он был восстановлен.
На улице планируется осуществление дорогостоящего инвестиционного проекта — «Царские сады»

## Достопримечательности

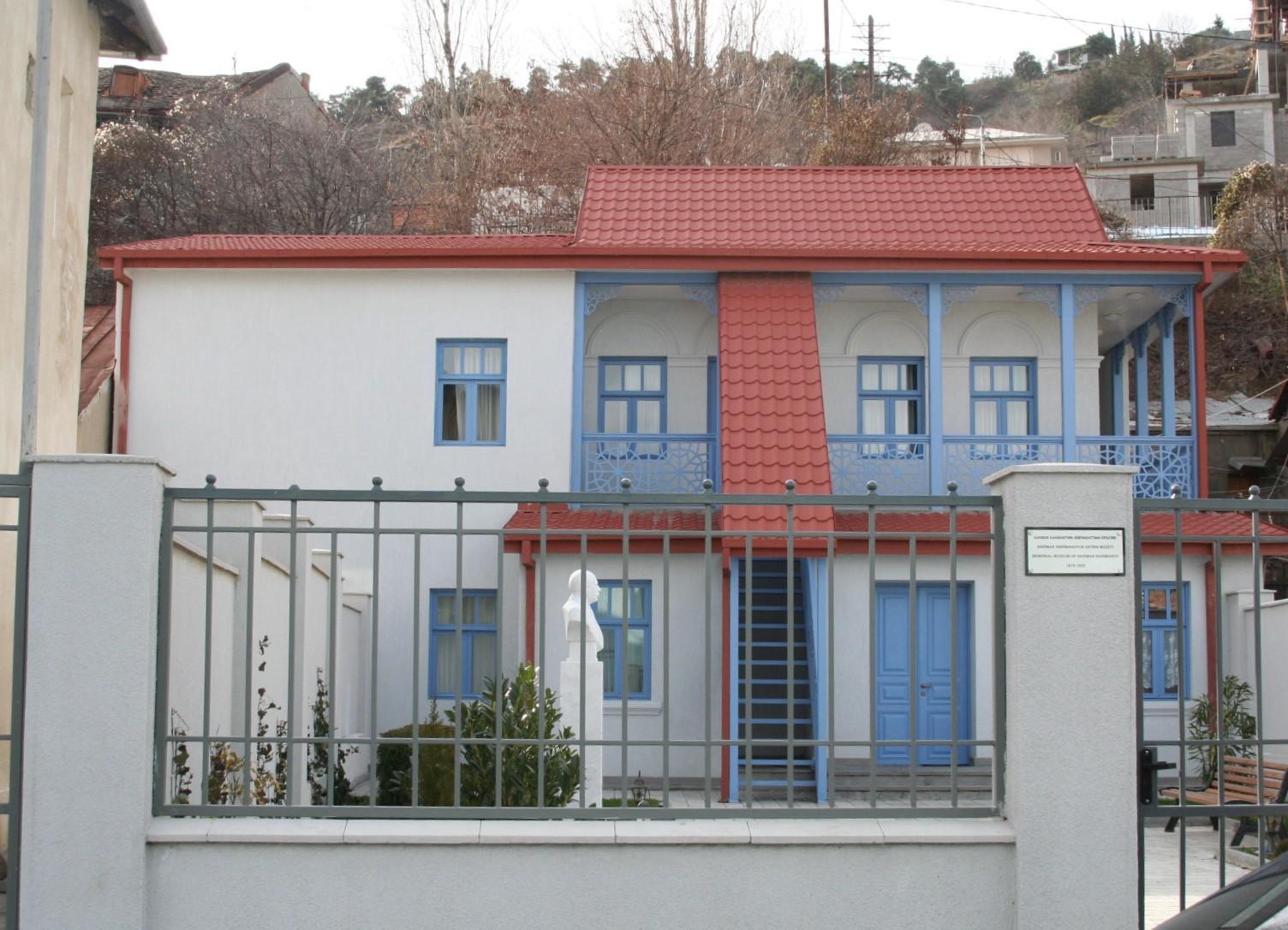
Дом-музей Наримана Нариманова
дома 8 и 16 входят в список культурного наследия.